# Holmberg II
Coordenadas:  00h 48m 26s, +85° 15′ 18″

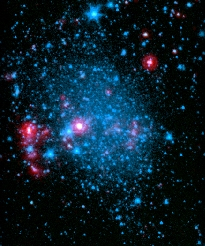
imagen de Holmberg II.

Holmberg II, llamada también Arp 268, UGC 4305 y DDO 50, es una galaxia, relativamente cercana y observable en la constelación de la Camelopardalis, en la que una gran cantidad de formación estelar está teniendo lugar.
Se encuentra a 9,8 millones de años luz de distancia en la M81 de grupo. Holmberg II permite a los astrónomos estudiar el nacimiento de estrellas en un entorno que no es perturbado por las ondas de densidad (como sucede en las grandes galaxias como la Vía Láctea) o por la deformación causada por el tirón de otra galaxia, y que está convenientemente cerca. Agujeros gigantes en la galaxia pequeña - la más grande cerca de 5.500 años-luz de ancho - son regiones de formación estelar de edad. Ondas de energía de las estrellas maduras y muriendo se haya fundido el gas y polvo circundantes, lo que resulta en estos grandes vacíos, que han mantenido su forma, porque no hay brazos en espiral o un núcleo masivo para distorsionarlas.